# SuperMUC
SuperMUC є ім'ям високопродуктивного суперкомп'ютера власником якого є Leibniz-Rechenzentrum (Leibniz Super Computing Center). Що налічує понад 241000 ядер і комбінована пікова продуктивність двох фаз встановлення понад 6.8 Petaflop / s (= 1015 операцій з плаваючою комою в секунду), це один з найшвидших у світі суперкомп'ютерів.

## Цільова система та цільові користувачі
SuperMUC зміцнює позицію німецького Центру суперкомп'ютерів в Гаусі в Європі, забезпечуючи видатну обчислювальну потужність та інтегруючи її в європейську екосистему високопродуктивних обчислень. З операцією SuperMUC, LRZ виступив в ролі Європейського центру суперкомп'ютерів і став центром Tier-0 для PRACE - Партнерства передових комп'ютерів у Європі. SuperMUC доступний усім європейським дослідникам для розширення кордонів науки та техніки.

## Інформація про конфігурацію системи
Метою LRZ для архітектури є поєднання великої кількості тонких та середніх обчислювальних вузлів з 32 Гбит (Фаза 1) і 64 Гб (Фаза 2) пам'яті відповідно, а менша кількість обчислювальних вузлів із 256 Гб пам'яті . Мережеве з'єднання між вузлами дозволяє відмінно масштабувати паралельні програми до рівня більш ніж 10000 завдань.
SuperMUC Phase 1 складається з 18 Thin Node Islands на базі технології Intel Sandy Bridge-EP, 6 Thin Node Islands на базі технології Intel Haswell-EP та одного Fat Node Island на базі технології Intel Westmere-EX. Кожен острів містить більше 8192 ядер. Всі обчислювальні вузли в межах окремого острова підключаються через повністю неблокуючу мережу Infiniband (етап 1: FDR10 для тонких вузлів фази 1, FDR14 для вузлів Haswell з фази 2 і QDR для жирних вузлів). Крім того, SuperMIC, кластер з 32 вузлів Intel Ivy Bridge-EP, кожна з яких має дві плати для прискорювача Intel Xeon Phi, також є частиною системи SuperMUC.
SuperMUC Phase1 та Phase2 тільки слабко пов'язані через файлові системи GPFS та NAS, які використовуються як фазами 1, так і фазами 2. Неможливо запускати на одному робочому місці між Phase1 і Phase2. Класифікація та класи роботи Phase1 та Phase2 відрізняються. Проте, Phase1 та Phase2 поділяють одне і те ж середовище програмування.

## Енергоефективність шляхом охолодження теплою водою
SuperMUC використовує нову революційну форму теплого водяного охолодження, розроблену компанією IBM. Активні компоненти, такі як процесори та пам'ять, безпосередньо охолоджуються водою, яка може мати температуру на вході до 40 градусів за Цельсієм. Це "високотемпературна рідина охолодження" разом з дуже інноваційним програмним забезпеченням системи скорочує споживання енергії в системі до 40%.
Як правило, вода, що використовується в центрах обробки даних, має температуру входу близько 16 градусів за Цельсієм, а після виходу з системи температура виходу приблизно. 20 градусів за Цельсієм. Щоб зробити воду 16 градус за Цельсієм, потрібне складне і енергоємне охолоджувальне обладнання. У той же час навряд чи використовується для розігрітої води, оскільки воно занадто холодно для використання в будь-яких технічних процесах.
SuperMUC дозволяє збільшити температуру вхідного отвору. За допомогою простого обладнання "вільного охолодження" легко можна забезпечити температуру води до 40 градусів за Цельсієм, оскільки температура в Німеччині навряд чи може перевищувати 35 градусів за Цельсієм. Водночас вода з виходом може бути досить гарячою (до 70 градусів за Цельсієм) і повторно використовуватися в інших технічних процесах - наприклад, для опалення будівель або інших технічних процесів.

## Системи зберігання даних
SuperMUC має потужну підсистему вводу / виводу, яка допомагає обробляти великі обсяги даних, генерованих моделюванням.

## Домашні файлові системи
Постійне зберігання даних та програм забезпечується 16-вузлим NAS-кластером від NetApp. Цей основний кластер має продуктивність 3,5 петабайта і демонструє агреговану пропускну здатність понад 12 Гбіт / с за допомогою NFSv3. Netap Ontap 8 "Cluster-mode" забезпечує єдиний простір імен для декількох сотень об'єктів проекту в системі. Користувачі можуть отримати доступ до декількох знімків даних у своїх домашніх каталогах.
Дані регулярно реплікуються до окремого 4-вузового кластера Netapp з ще однією 3,5-бітною пам'яттю для збереження. Реплікація використовує Snapmirror-технологію і досягає 2 Гбіт / с при цьому налаштуванні.

## Робота та скретч
Для високопродуктивного введення / виводу доступна загальна паралельна файлова система IBM (GPFS) та агрегованою пропускною спроможністю 250 Гбіт / с.

## Стрічка резервної копії та архівів
Системи резервного копіювання та створення архівів на базі TSM (Tivoli Storage Manager) від IBM використовуються для архівування або резервного копіювання. Вони були розширені, щоб надати користувачам SuperMUC більше 30 балів петабіта. Цифрові довгострокові архіви допомагають зберегти результати наукової роботи над SuperMUC. Архіви користувачів також передаються на сайт для відновлення аварій.

## Системи візуалізації та підтримки
SuperMUC підключається до потужних систем візуалізації: у новій офісній будівлі LRZ розміщується великий стереоскопічний стереопровід 4K, а також 5-сторонне штучне середовище віртуальної реальності CAVE.